# Sebastião Rocha (treinador de futebol)
Sebastião Carlos da Silva Rocha, mais conhecido apenas como Sebastião Rocha (Rio de Janeiro, 29 de dezembro de 1954), é um treinador brasileiro da escola moderna de futebol com passagens por vários clubes do Brasil e exterior.

## Carreira
Graduado em Educação Física e pós-graduado em Futebol, começou nas categorias de base do Fluminense F.C. (RJ) em 1979, onde 10 anos depois conquistaria pelo clube tricolor a XXI Copa São Paulo de Juniores. Com uma formação tática equilibrada e bem definida, a equipe sob o seu comando revelou jogadores como Silvio, Alberto e João Santos para o futebol brasileiro.
Em 1983, Sebastião Rocha teve a primeira experiência no mundo árabe fazendo parte da comissão técnica do Al-Khaleej (Arábia Saudita). Voltou ao futebol brasileiro em 1985 para comandar a equipe sub-20 do C.R.Flamengo (RJ). Em 1990, comandou o FAR Rabat (Marrocos) e dirigiu o Al-Sadd (Catar)  na temporada 1995-1996.
De volta ao Brasil, Sebastião Rocha assumiu o cargo de técnico da equipe de profissionais do C.R.Flamengo (RJ) em 1997, quando foi vice-campeão da Copa do Brasil, tendo um time formado por craques consagrados como Romário e Sávio. Nesta temporada, promoveu o goleiro Júlio César das categorias de base, que mais tarde, foi titular da Seleção Brasileira em duas Copas do Mundo.
Neste mesmo ano, Sebastião Rocha conquistou o título internacional da Copa dos Campeões Mundiais, além do torneio quadrangular de Brasília. Também em 1997, o treinador foi convidado para assumir o comando do Botafogo F.R. (RJ). Quando ainda era técnico do clube alvi-negro, Sebastião Rocha chegou a ser indicado por Romário para dirigir o Valencia (Espanha) onde jogava o atacante brasileiro. As negociações entre o Botafogo F.R. (RJ) e o clube espanhol não avançaram e o treinador permaneceu no clube carioca.
Em 1998, Sebastião aceitou o convite do Mogi Mirim E.C. (SP), onde fez uma bela campanha no campeonato paulista, marcada pela goleada imposta sobre a S.E. Palmeiras (SP) por 4 a 1, no Parque Antártica, na estreia do técnico Luiz Felipe Scolari no alvi-verde. No ano 2000, integou a comissão técnica do América F.C. (RJ) e fez com que o clube rubro voltasse a disputar a elite do campeonato estadual do Rio de Janeiro. Entre 2002 e 2006, comandou equipes do futebol capixaba como Rio Branco, Vilavelhense, Serra e Cachoeiro. Sebastião Rocha teve mais uma passagem no mundo árabe entre 2007 e 2011 quando dirigiu o Al Dhafra (Emirados Árabes) e o Al Shamal (Catar). De volta ao Brasil, Sebastião comandou o São Raimundo E.C. (PA) em 2012 e participou da comissão técnica do E.C.Bahia (BA) em 2014.

## Títulos
Flamengo
- Campeonato Carioca Sub-20: 2001
- Torneio Quadrangular de Brasília/Taça Rede Bandeirantes: 1997
- Copa dos Campeões Mundiais: 1997

Fluminense
- Campeonato Carioca Sub-18: 1979
- Campeonato Carioca: 1980
- Copa São Paulo de Futebol Jr.: 1989

## Campanhas de destaque
Flamengo
- Copa do Brasil: 1997 (vice-campeão)